# Nobody's Perfect (album)
Nobody's Perfect uživo je album britanskog hard rock sastava Deep Purple, kojeg 1988. godine za britansko tržište objavljuje diskografska kuća 'Polydor', a za američko 'Mercury Records'.
Materijal je snimljen 1987. i 1988. godine, tijekom njihove turneje povodom objavljivanja albuma The House of Blue Light. Sniman je uživo 6. rujna 1987. u Veroni, Italija, 22. kolovoza 1987. u Oslu Norveška, 23. svibnja 1987.u Irvine Meadows, 30. svibnja 1987. u Phoenixu i 26. veljače 1988. u Hook End Mano, Engleska.
Prijelazi među skladbama označeni su brojnim aplauzima obožavatelja. Album također sadrži novu studijsku verziju skladbe "Hush", povodom njihove 20. godišnjice djelovanja. "Black Night" također je ponovo snimljena, ali nikad nije objavljena.

## Popis pjesama
Sve pjesme napisali su Ian Gillan, Ritchie Blackmore, Roger Glover, Jon Lord i Ian Paice, osim gdje je drugačije naznačeno.

#### Disk 1
1. "Highway Star" - 6:10
2. "Strange Kind of Woman" - 7:34
3. "Dead or Alive" (Gillan, Blackmore, Glover) - 7:05 *
4. "Perfect Strangers" (Gillan, Blackmore, Glover) - 6:24
5. "Hard Lovin' Woman" (Gillan, Blackmore, Glover) - 5:03
6. "Bad Attitude" (Gillan, Blackmore, Glover, Lord) - 5:30 *
7. "Knocking at Your Back Door" (Gillan, Blackmore, Glover) - 11:24

#### Disk 2
1. "Child in Time" - 10:36
2. "Lazy" - 5:10
3. "Space Truckin'" - 6:02 *
4. "Black Night" - 6:06
5. "Woman from Tokyo" - 3:59
6. "Smoke on the Water" - 7:43
7. "Hush" (Joe South) - 3:32

- Naslovi označeni sa zvjezdicom izvorno se pojavljuju samo na LP izdanju, osim skladbe "Dead Or Alive", koja se pojavljuje i na kazeti. Sve ove označene skladbe nanovo su objavljene 1999. godine.

## Izvođači
- Ian Gillan - vokal, konge, usna harmonika
- Ritchie Blackmore - električna gitara
- Jon Lord - orgulje, klavijature
- Roger Glover - bas-gitara
- Ian Paice - bubnjevi

- Producent - Roger Glover i Deep Purple
- Projekcija - Nick Davis

## Vanjske poveznice
- Discogs.com - Deep Purple - Nobody's Perfect